# Cités du modernisme de Berlin
Les Cités du modernisme de Berlin sont un ensemble de six cités de logements sociaux construits entre 1913 et 1934 dans les quartiers périphériques de Berlin.

À une époque où Berlin est un centre artistique, culturel et scientifique d'avant-garde, à l'époque de la république de Weimar, la municipalité de Berlin, issue du Parti social démocrate encourage la construction de logements sociaux dans plusieurs quartiers périphériques de la ville. L'objectif est de mettre à disposition de toutes les classes sociales des logements clairs, hygiéniques et accessibles. Les constructions les plus marquantes commencent avant même la Première Guerre mondiale et s'achèvent avec l'avènement du Troisième Reich. Il est fait appel aux architectes allemands Bruno Taut et Martin Wagner pour réaliser des plans d'urbanisme, Walter Gropius ou encore Hans Scharoun participant à la construction de certains bâtiments. Ces projets sont influencés par le mouvement des cités-jardins nées en Angleterre mais sans reprendre totalement les principes de Ebenezer Howard. Ils constituent parmi les plus importantes réalisations du Mouvement moderne en architecture.
| \| Cité-jardin Falkenberg Cité Schillerpark Cité Britz Cité Carl Liegen Cité blanche Cité Siemenstadt \| Localisation des cités à Berlin. |
| Cité-jardin Falkenberg Cité Schillerpark Cité Britz Cité Carl Liegen Cité blanche Cité Siemenstadt                                        |

## Liste des cités
| Cité                                                 | Quartier (Bezirk)                                | Dates de construction | Urbaniste(s)                                     | Architectes                                                                            | Image |
| ---------------------------------------------------- | ------------------------------------------------ | --------------------- | ------------------------------------------------ | -------------------------------------------------------------------------------------- | ----- |
| Cité-jardin Falkenberg Gartenstadt Falkenberg        | Bohnsdorf (Treptow-Köpenick)                     | 1913–1916             | Bruno Taut                                       | Bruno Taut Heinrich Tessenow                                                           |       |
| Cité Schillerpark Siedlung Schillerpark              | Wedding (Mitte)                                  | 1924–1930             | Bruno Taut                                       | Bruno Taut Max Taut Hans Hoffmann (agrandissements)                                    |       |
| Cité Britz (dite du fer à cheval) Großsiedlung Britz | Britz (Neukölln)                                 | 1925–1930             | Bruno Taut                                       | Bruno Taut Martin Wagner                                                               |       |
| Cité Carl Legien Wohnstadt Carl Legien               | Prenzlauer Berg (Pankow)                         | 1928–1930             | Bruno Taut                                       | Bruno Taut Franz Hillinger                                                             |       |
| Cité blanche Weiße Stadt                             | Reinickendorf                                    | 1929–1931             | Otto Rudolf Salvisberg Martin Wagner (direction) | Otto Rudolf Salvisberg Bruno Ahrends Wilhelm Büning                                    |       |
| Cité Siemensstadt Großsiedlung Siemensstadt          | Charlottenburg-Nord (Charlottenburg-Wilmersdorf) | 1929–1934             | Hans Scharoun Martin Wagner (direction)          | Hans Scharoun Walter Gropius Otto Bartning Fred Forbát Hugo Häring Paul Rudolf Henning |       |